# Alianza FC (Panama)
Alianza Fútbol Club – panamski klub piłkarski z siedzibą w stołecznym mieście Panama. Występuje w rozgrywkach Liga Panameña. Domowe mecze rozgrywa na obiekcie Estadio Rommel Fernández lub Estadio Javier Cruz.

## Osiągnięcia
- Liga Panameña

| zwycięstwo (1):     | 2022 (A) |
| drugie miejsce (1): | 2003 (C) |

## Historia
Klub został założony dnia 2 marca 1963 przez Justiniano Cárdenasa. Jest jednym z najstarszych profesjonalnych klubów w Panamie. Pierwszą drużynę Alianzy stanowili głównie młodzieżowi reprezentanci Panamy, którzy w 1962 roku występowali na Młodzieżowych Mistrzostwach CONCACAF. Przez kolejne 40 lat klub z sukcesami grał w prestiżowych, regionalnych rozgrywkach Liga Distritorial – zarówno na poziomie futbolu seniorskiego, jak i juniorskiego. W 1973 roku wziął udział w tournée po Kolumbii, podczas którego rozegrał mecz z reprezentacją departamentu Antioquia. W 1978 roku wyjechał natomiast do Kostaryki, gdzie pokonał w meczu pokazowym młodzieżową reprezentację Kostaryki (3:0). W 1980 roku jako jeden z ośmiu klubów wziął udział w rozgrywkach Liga Superior de Panamá – pierwszej próbie stworzenia profesjonalnej ligi piłkarskiej w Panamie.
W latach 1989–1993 klub rywalizował w ANAPROF – rozgrywkach pierwszej ligi panamskiej. W wyniku podziału organizacyjnego i rozłamu ligi przeniósł się do konkurencyjnych, mniej prestiżowych rozgrywek Liga Nacional de Fútbol No Aficionado (LINAFA), w których występował w latach 1994–1995. Po unifikacji ligi panamskiej dołączył natomiast do drugiego poziomu rozgrywkowego i w 1999 roku awansował do pierwszej ligi, po pokonaniu w finale Atlético Guadalupe (1:0). W międzyczasie w czerwcu 1993 rozpoczęła działalność zorganizowana akademia juniorska Alianzy, nosząca nazwę Escuelita de Fútbol „Don Justiniano Cárdenas”. Na początku XXI wieku należała do wyróżniających się w skali kraju, biorąc udział w różnych turniejach młodzieżowych m.in. w Boliwii, Kostaryce czy Hiszpanii (jej członkowie regularnie byli powoływani do młodzieżowych reprezentacji Panamy).
Pierwszy poważniejszy sukces w futbolu profesjonalnym Alianza odniosła w jesiennym sezonie Clausura 2003, zdobywając wicemistrzostwo Panamy.

### Rozgrywki międzynarodowe
| Sezon | Rozgrywki     | Runda | Klub        | Dom | Wyjazd | Ogólnie |
| ----- | ------------- | ----- | ----------- | --- | ------ | ------- |
| 2022  | Liga CONCACAF | 1/8   | Alajuelense | 1:1 | 0:5    | 1:6     |